# Subdivisões da Turquia
A Turquia é dividida de maneira hierárquica em subdivisões:
- Províncias
  - Distritos
    - Vilas
      - Vizinhanças

O país também é dividido em sete regiões, definidas pelo censo.

## Regiões

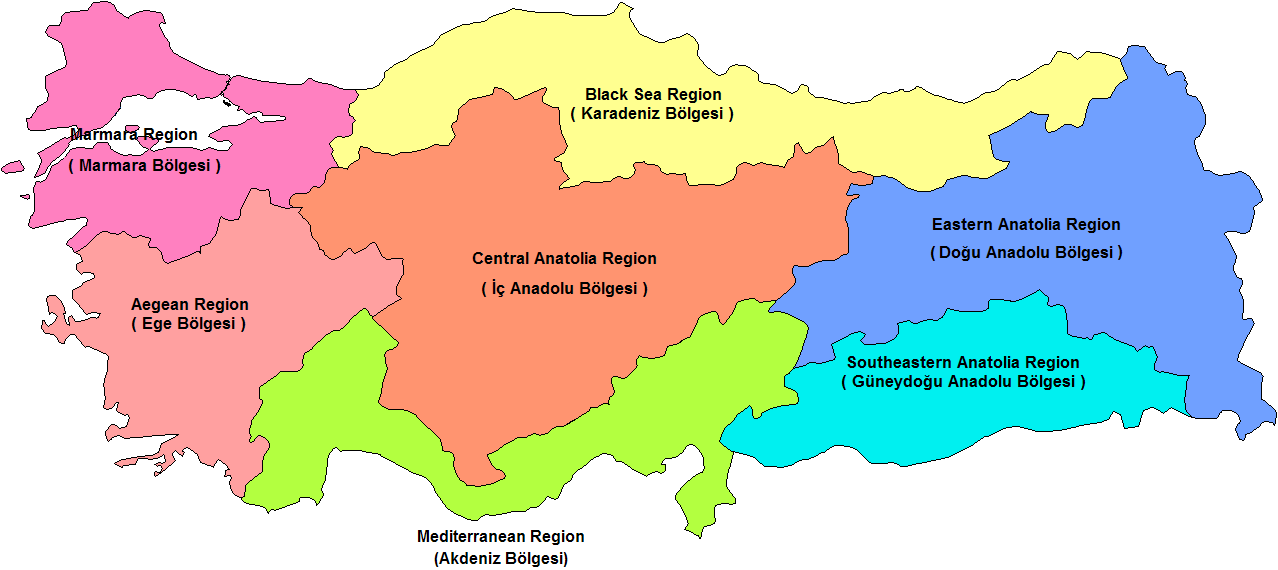
Regiões da Turquia.

## Províncias

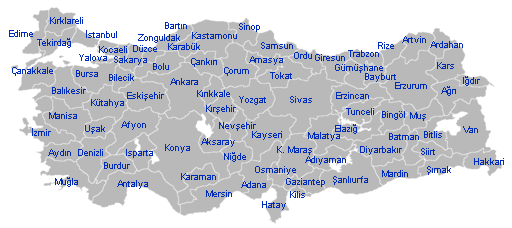
Províncias da Turquia.

## Distritos

Distritos da Turquia.